# Parornix fragilella
Parornix fragilella är en fjärilsart som beskrevs av Paolo Triberti 1981. Parornix fragilella ingår i släktet Parornix och familjen styltmalar.
Artens utbredningsområde är Grekland. Inga underarter finns listade i Catalogue of Life.